# ادو ماچی-بوگیو
ادو ماچی-بوگیو (به ژاپنی: 江戸町奉行 Edo machi-bugyō)، قاضی یا مدیر شهری بودند که مسئولیت اداره و حفظ نظم در شهر ادو را بر عهده داشتند. : ۳۹  ماچی-بوگیو، سامورایی مقام‌های شوگون‌سالاری توکوگاوا در دوره ادو ژاپن بودند. انتصاب به این مقام برجسته معمولاً هاتاموتو بود، این از جمله پست‌های ارشد اداری بود که برای کسانی که دایمیو نبودند، آزاد بود. تفاسیر مرسوم، این عناوین ژاپنی را به عنوان «کمیسر»، «ناظر» یا «فرماندار» تفسیر کرده‌اند.
در طول دوره ادو، عموماً دو هاتاموتو به‌طور همزمان به عنوان ماچی-بوگیو ادو خدمت می‌کردند. دو ماچی-بوگیو-شو ادو در محدوده قضایی کلان‌شهر ادو وجود داشت؛ و در طول سال‌های ۱۷۰۲ تا ۱۷۱۹، یک ماچی-بوگیو سوم نیز منصوب شد.: ۳۹ 